# In a World like This Tour
 In A World like This Tour  (anche conosciuto come The 20th Anniversary Tour) è il decimo tour della band statunitense Backstreet Boys per la promozione del loro ottavo album e primo album indipendente In a World like This.
Questo è il primo tour dopo sette anni in cui i Backstreet Boys sono composti da tutti e cinque i cantanti, dopo il ritorno di Kevin Richardson, il quale aveva lasciato la band nel 2006, per poi tornarci nel 2012.

## La notizia
La notizia del nuovo tour è stata rilasciata il gennaio del 2013, con soste programmate per la Cina.
A partire dall'annuncio iniziale, la band aveva ricevuto una stella sulla Hollywood Walk of Fame e aveva pubblicato il trailer del nuovo film-documentario sulla loro vita.
Nel maggio 2013, Nick Carter annunciò a On Air with Ryan Seacrest che si sarebbe tenuto un tour nel Nord America.
La band annunciò ufficialmente il nuovo tour a Good Morning America.
In accordo con Aj Mclean, la band decise di creare un'atmosfera teatrale durante i concerti, come dei mini film.

## Setlist
1. " The Call"
2. "Don't Want You Back"
3. "Incomplete"
4. "Permanent Stain"
5. "All I Have to Give"
6. "As Long as You Love Me"
7. "Show 'Em (What You're Made Of)"
8. "Show Me the Meaning of Being Lonely"
9. "Breathe"
10. "I'll Never Break Your Heart"
11. "We've Got It Goin' On"
12. "Safest Place to Hide" / "10,000 Promises"
13. "Madeleine"
14. "Quit Playing Games (With My Heart)"
15. "The One"
16. "Love Somebody"
17. "More than That"
18. "In a World like This"
19. "I Want It That Way"

Encore
20.  "Everybody (Backstreet's Back)"
21.  "Larger Than Life"
Da ottobre 2013, "More than That" fu sostituita da "Shape of My Heart" e da maggio 2014, "Safest Place to Hide" fu sostituita con "Drowning".